# پترا هورنبر
پترا هورنبر (آلمانی: Petra Horneber؛ زادهٔ ۲۱ آوریل ۱۹۶۵) تیرانداز اهل آلمان است.